# Aida Garifullina
Aída Emílevna Garifúllina (Em Idioma russo: Аида Эмилевна Гарифуллина), nascida em 30 de setembro de 1987, é uma cantora soprano russa. 
Iniciou sua formação musical na Rússia, mas aos 18 anos, mudou-se para a Núremberg, na Alemanha, para continuar seus estudos. Em 2007, ingressou na Universidade de Música e Artes Cênicas de Viena sob a orientação de Claudia Visca. Dois anos depois, Garifullina estreou-se como Despina na produção universitária de "Così fan tutte" de Mozart .  Em 2010, ganhou a competição de cantores do Muslim Magomayev em Moscou. Depois de formar-se em 2011, apresentou-se na cerimônia de encerramento da XXVI Summer Universidade em Shenzhen e cantou um dueto com Alessandro Safina em Kazan. 
Em 2012, Garifullina cantou na abertura da Casa Russa nos XXX Jogos Olímpicos de Verão, em Londres.  Também em Londres conheceu Valery Gergiev, diretor artístico do Teatro Mariinsky de São Petersburgo e em janeiro de 2013, fez sua estréia no palco desse teatro no papel de Susanna na Ópera Buffa de Mozart, As Bodas de Fígaro. Posteriormente, ela acrescentou ao seu repertório os papéis de Gilda (Rigoletto) e Adina (L'elisir d'amore). Em julho do mesmo ano, como Embaixadora da Universiade, ela cantou na Cerimônia de Abertura da Summer Universiade 2013 em Kazan.
A carreira de Garifullina recebeu um impulso significativo quando ela ganhou o primeiro prêmio em 2013 na competição Operalia. Tem atualmente contrato com a gravadora inglesa Decca Records.
Tornou-se mundialmente mais conhecida do público em geral ao apresentar-se, em 13 de junho de 2018, no concerto de gala da Copa do Mundo FIFA 2018, realizado na Praça Vermelha em Moscou. Também se apresentaram Anna Netrebko, Juan Diego Florez e Placido Domingo e a Orquestra do Teatro Mariinsky dirigida por Valery Gergiev. Em 14 de junho, Garifullina apresentou-se na cerimônia de abertura da Copa do Mundo FIFA 2018, realizada no Estádio Luzhniki em Moscou.  Ela realizou um dueto de "Angels " com o cantor pop inglês Robbie Williams.
Sua mãe, Lyalya Garifúllina é diretora do Centro de Música Contemporânea Sofía Gubaidúlina. Desde sua infância, a influência materna foi fundamental em sua iniciação musical e na sua carreira artistica. Seu pai chama-se Emil Damirovich Garifullin.
Garifullina tem uma filha de nome Olivia, nascida em 2016.